# 타라불저빌
타라불저빌(Gerbillus tarabuli)은 황무지쥐아과에 속하는 설치류의 일종이다. 아프리카 북서부의 건조한 지역에서 발견되는 작은 설치류다.

## 특징
타라불저빌은 작은 설치류로 끝이 붓꼬리 형태인 긴 꼬리를 갖고 있다. 등 쪽 표면은 황갈색, 배 쪽은 흰색으로 서로 뚜렷하게 구별된다. 귀는 끝이 검지 않은 단순하며, 귀 바로 뒤에 흰 반점이 있다. 발바닥에 털이 나 있다. 같은 지역에 서식하는 모로코남서부저빌(Gerbillus occiduus)은 귀 끝이 검고 귀 뒤에 반점이 없다. 머리부터 몸까지 길이는 평균 102.9mm, 꼬리 길이는 평균 148.4mm이다.

## 분포 및 서식지
타라불저빌은 세네갈 북부 지역부터 동쪽으로 마우레타니아. 서사하라, 모로코까지 남쪽으로 차드 티베스티 산맥, 북쪽으로 리비아 동부 키레나이카까지 분포한다. 최근 세네갈 북부 지역까지 서식지가 확장된 것을 증가된 사막화의 지표로 추정하고 있다. 모래 사막과 준사막 지역 뿐만 아니라 해안가 스텝 지대에서도 서식한다.

## 생태
타라불저빌은 야행성 동물로 모래 아래에 15~25cm의 복잡하고 얕은 굴을 파고 낮 동안에는 입구를 막고 굴 속에서 지낸다. 7월과 9월 사이 우기철에 번식을 하는 것으로 간주되며, 차가운 건조기가 끝나는 4월에 번식을 시작하여 차가운 건조기가 시작되는 11월에 번식을 끝낸다. 타라불저빌의 포식자는 원숭이올빼미로 알려져 있다.

## 분류학
타라불저빌은 큰이집트저빌(Gerbillis pyramidus)의 이명으로 간주하기도 하지만 염색체 수가 38개 보다 많은 40개로 차이가 나며, 형태학적으로도 다르다.